# British School of Beijing

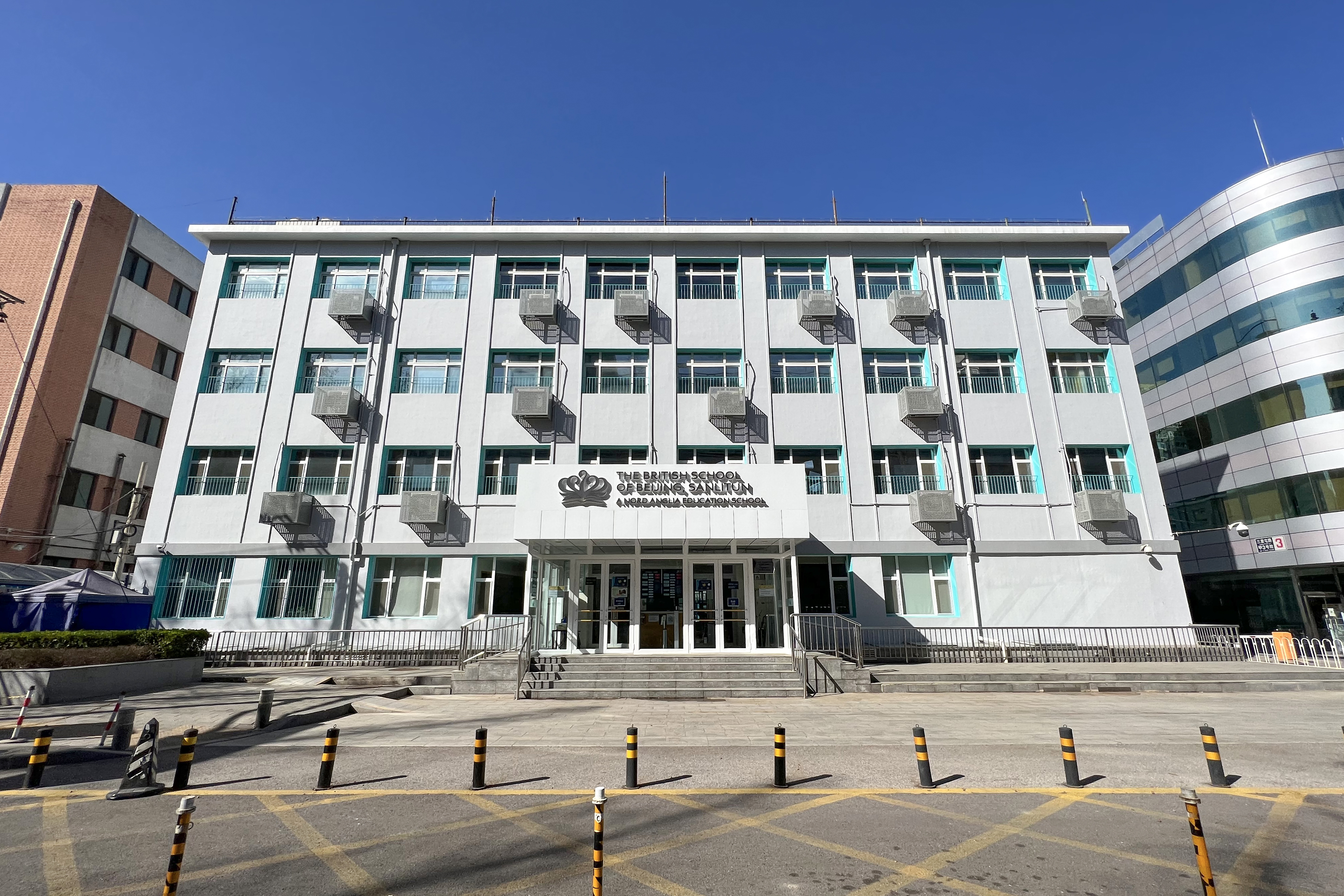
BSB Sanlitun

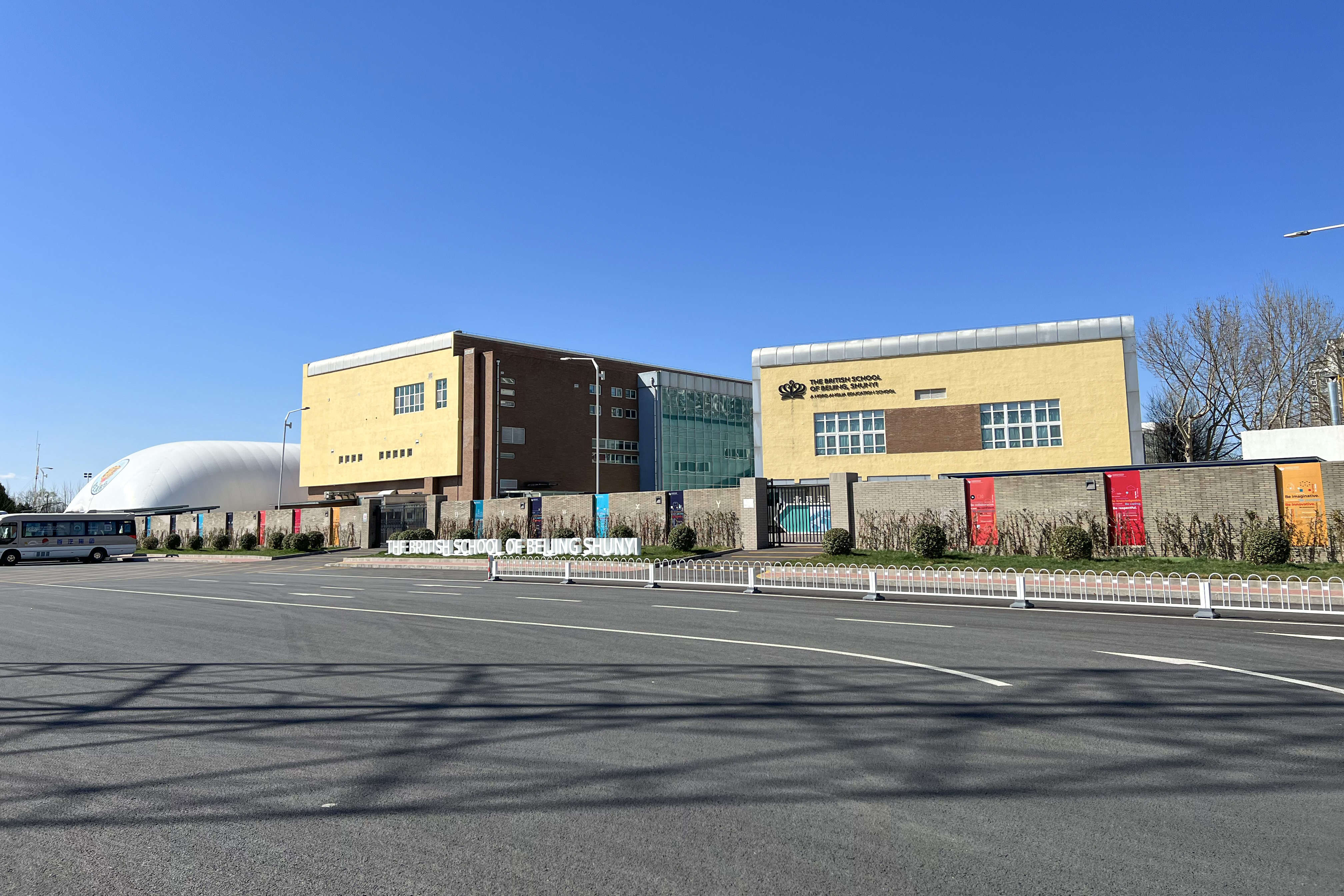
BSB Shunyi

The British School of Beijing, Shunyi (Chinois: 北京英国学校顺义校区/北京英國學校順義校區 Běijīng Yīngguó Xuéxiào Shùnyì Xiàoqū) est une école britannique internationale à District de Shunyi, Pékin, Chine. L'école et son école sœur, The British School of Beijing, Sanlitun (北京英国学校三里屯校区/北京英國學校三里屯校區 Běijīng Yīngguó Xuéxiào Sānlǐtún Xiàoqū) (dans Sanlitun à District de Chaoyang), font partie de Nord Anglia Education (en).
BSB Shunyi accueille des élèves de 1 à 18 ans, et BSB Sanlitun accueille des élèves de 1 à 11 ans.
À partir de 2012, BSB (initialement une seule école) était la deuxième plus grande école internationale de Pékin.